# Laxminiya (Rautahat)
Laxminiya – gaun wikas samiti w środkowej części Nepalu  w strefie Narajani w dystrykcie Rautahat. Według nepalskiego spisu powszechnego z 2001 roku liczył on 703 gospodarstw domowych i 4605 mieszkańców (2282 kobiet i 2323 mężczyzn).